# S.O.S. (film)
S.O.S. – francuski dramat z 1941 roku na podstawie powieści Rogera Vercela.

## Główne role
- Jean Gabin - Kapitan André Laurent
- Madeleine Renaud - Yvonne Laurent
- Michèle Morgan - Catherine
- Charles Blavette - Gabriel Tanguy
- Jean Marchat - Marc, kapitan Mirwy
- Nane Germon - Renée Tanguy
- René Bergeron - Georges
- Henri Poupon - Dr Maulette
- Anne Laurens - Marie Poubennec

## Fabuła
Andre Laurent jest kapitanem łodzi ratunkowej, która ratuje z opresji "Mirwę" - statek handlowy zagrożony przez wzburzone morze. Ale kapitan statku nie tylko nie wyraża wdzięczności wobec wybawcy, to jeszcze planuje uciec bez uregulowania zapłaty i zostawić swoją żonę Catherine. W drodze do portu Laurent opiekuje się Catherine która zakochuje się w nim. Problem tylko w tym, że Andre ma żonę od 10 lat, która cierpi na chorobę serca. Ona nie mówi nic o tym mężowi, a marzy o tym, że on porzuci swoją pracę.